# Distretto di Gasabo
Il distretto di Gasabo è un distretto (akarere) del Ruanda, parte della provincia di Kigali, con capoluogo Ndera.
Il distretto si compone di 15 settori (imirenge):
- Bumbogo
- Gatsata
- Gikomero
- Gisozi
- Jabana
- Jali
- Kacyiru
- Kimihurura
- Kimiromko
- Kinyinya
- Ndera
- Nduba
- Remera
- Rusororo
- Rutunga